# 吉見百穴ヒカリゴケ発生地

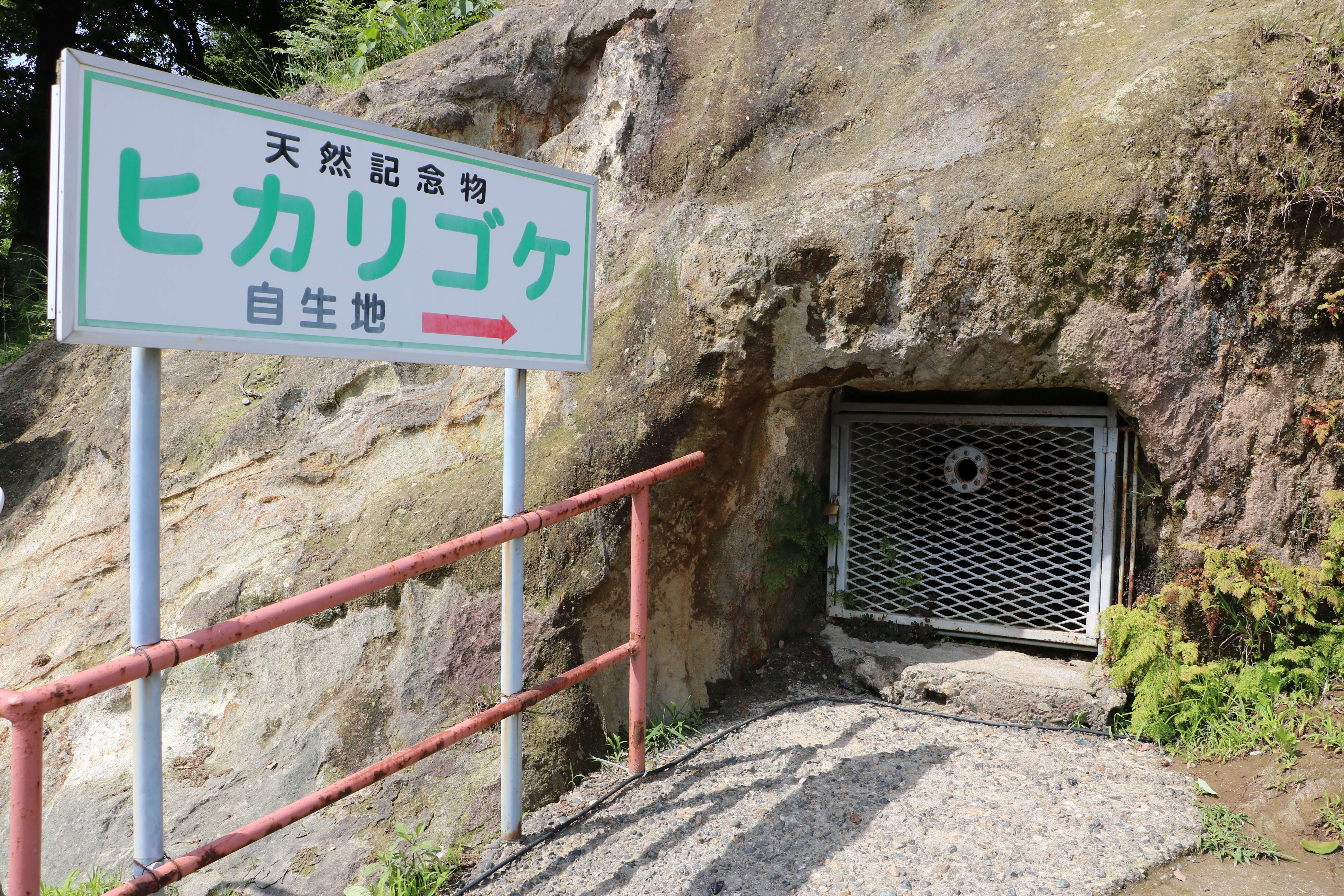
吉見百穴ヒカリゴケ発生地。2022年6月13日撮影。

吉見百穴ヒカリゴケ発生地（よしみひゃくあなヒカリゴケはっせいち）は、埼玉県比企郡吉見町北吉見にある、国の天然記念物に指定されたヒカリゴケ（光蘚）の自生地である。
ヒカリゴケ（光蘚 学名：Schistostega pennata (Hedw.) F.Weber et D.Mohr）は、ヒカリゴケ科ヒカリゴケ属の原始的なコケ植物で、直射日光の乏しい洞窟や石垣の隙間などに生育して黄緑色に光るコケであるが、かつては標高の高い比較的寒冷な地域に生育するものと考えられていた。この吉見百穴のヒカリゴケは関東平野の低地でも自生することが1916年（大正5年）に確認され、1928年（昭和3年）11月30日に国の天然記念物に指定された。
天然記念物に指定された当時は、関東平野の標高約20メートルという非常に低い標高地点に生育していることが指定理由とされていたが、後年になり東京都心の千鳥ヶ淵に面した石垣の隙間からも発見された。なお、本記事で解説する「吉見百穴ヒカリゴケ発生地」は国の天然記念物として指定されているものであり、国の史跡として1923年（大正12年）に指定された同所にある吉見百穴とは別個の記念物物件である。

## 解説

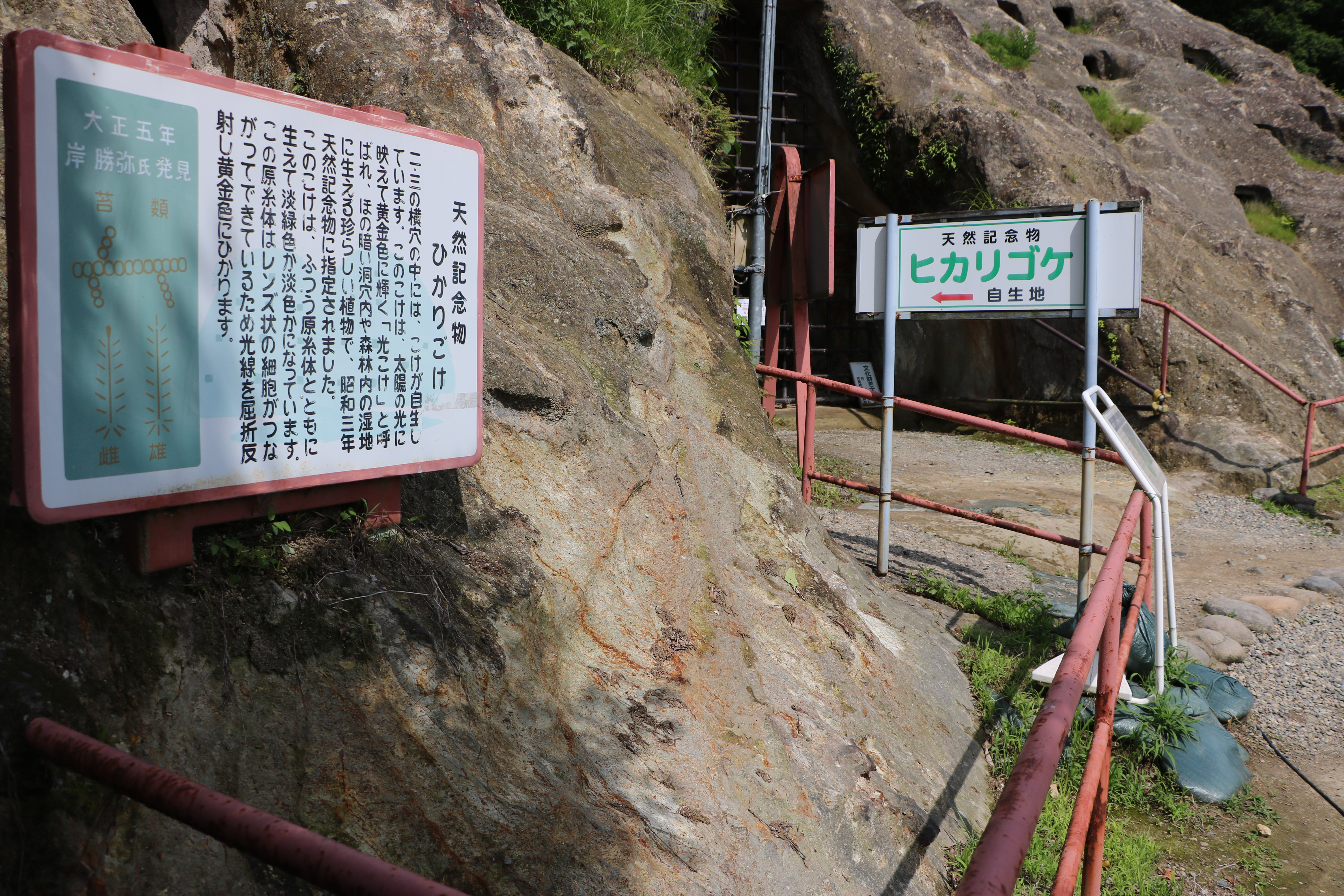
吉見百穴ヒカリゴケ発生地。2022年6月13日撮影。

吉見百穴ヒカリゴケ発生地として国の天然記念物に指定されているのは、埼玉県のほぼ中央部に位置する比企郡吉見町にある横穴墓群として知られる、国の史跡に指定された吉見百穴の傾斜面にある横穴のうち、最も北側の地表付近に所在する数個の横穴である。
日本国内におけるヒカリゴケの生育は、1910年（明治43年）に長野県の岩村田町（現、佐久市）で確認されたのが最初で、この場所は岩村田ヒカリゴケ産地として1921年（大正10年）に国の天然記念物に指定された。ヒカリゴケは寒冷な気象条件を持つ、比較的標高の高い場所に生育するものと考えられていたが、1916年（大正5年）の11月23日に、吉見百穴を訪れた当時の熊谷農学校（現埼玉県立熊谷農業高等学校）教諭の角田勝彌により、数個の横穴の中から光るコケが発生しているのが発見された。
吉見百穴の所在地は、外秩父から埼玉県中部かけて広がる比企丘陵と呼ばれる丘陵群の先端部にあたる吉見丘陵西縁の斜面にあり、ヒカリゴケの自生が確認された横穴は、市野川左岸の沖積低地に接した斜面最下部の標高約20メートルに位置している。天然記念物の指定に先立ち1928年（昭和3年）9月20日に、当時の文部省により現地調査が行われ、ヒカリゴケの自生が確認されたのは横穴群の最も北側の斜面最下部にある1つの横穴であった。この横穴の規模は、丘陵斜面の外面から玄室（げんしつ、棺を安置する場所）と呼ばれる最奥部までの長さ11.5尺（約3.5メートル）、玄室の幅約8尺（約2.4メートル）、玄室の高さ約5尺（約1.5メートル）であった。調査当日（9月20日）の天候は晴天で、午前9時40分に測定した横穴の外部気温は摂氏 24 °C、玄室の地表面は 21 °Cで、ヒカリゴケは横穴の奥、右方向の床面に鮮明な光を放っていたという。前述のとおり、従来は主に高地に生育すると考えられていたヒカリゴケが、関東平野の標高の低い場所で生育することが、植物分布上貴重であるとして、調査から約2か月後の同年11月30日に「吉見百穴光蘚発生地」として国の天然記念物に指定された。
太平洋戦争の末期、吉見百穴の地下に中島飛行機の地下軍需工場を建設するため複数の横穴が掘削された際、植物学者の本田正次も現地へ連れていかれ、ヒカリゴケには手を付けないよう関係者に申し添えたという。本田は後年、1957年（昭和32年）の著書の中で「当時現場にむりやり引っぱり出されたが、その後は行って見ないので大いに心配である。」と述べている。吉見百穴ヒカリゴケ発生地の天然記念物に指定された横穴は、地下軍需工場建設の際にも破壊は免れており、当所ヒカリゴケの発生が確認されていた横穴に隣接した別の横穴からも発生が確認され、1979年（昭和54年）1月の調査では、さらに別の3つの横穴からも発生が確認された。ただし、いずれも量的には少なく、周辺一帯の都市化に伴い大気汚染と乾燥化が進んでいるため、生態学者で日本蘚苔類学会会長の永野巌は、より一層の保護対策を図ることが望ましいと指摘している。

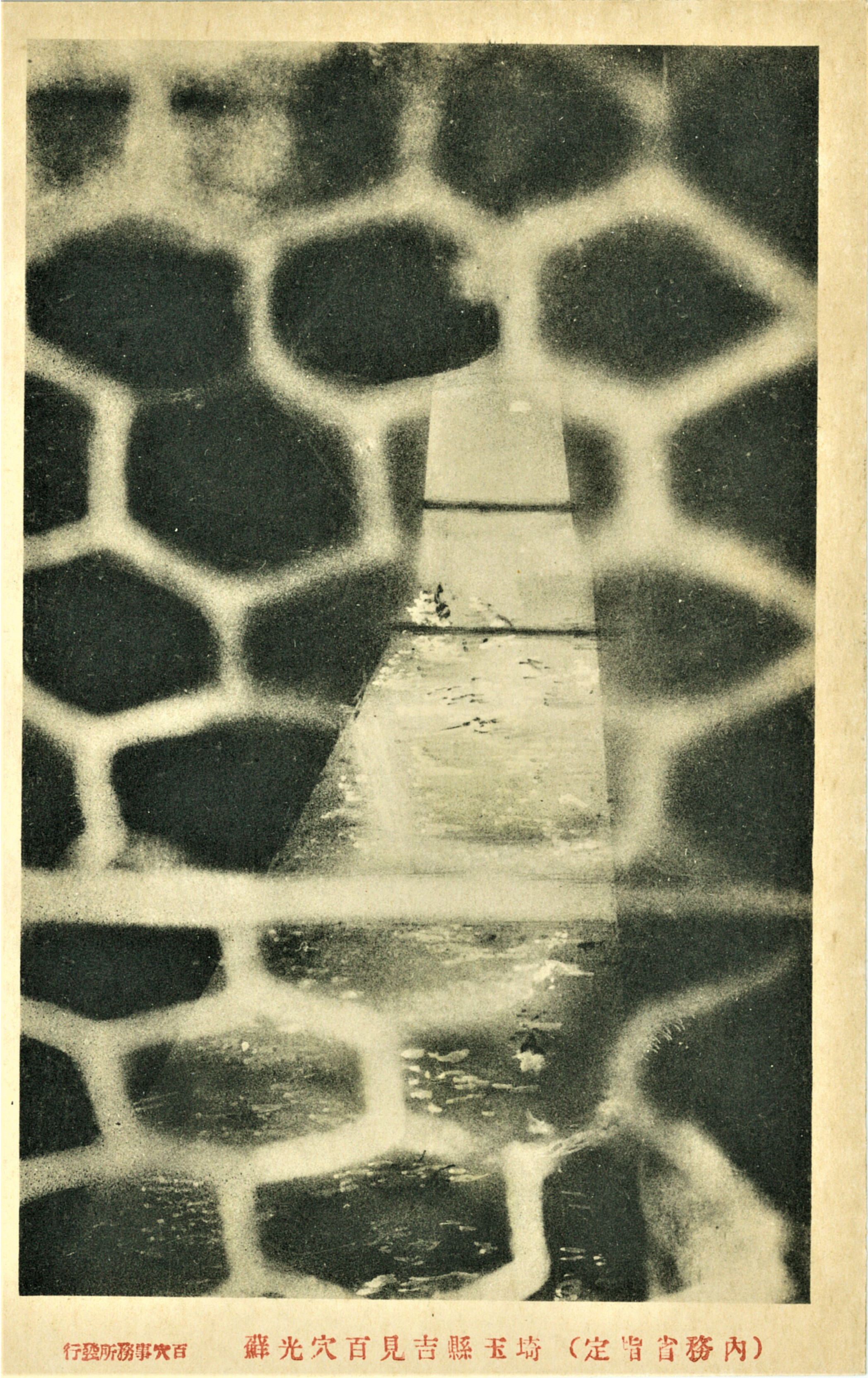
昭和10年頃の吉見百穴ヒカリゴケ発生地の絵葉書。金網越しに横穴内部を撮影したもの。
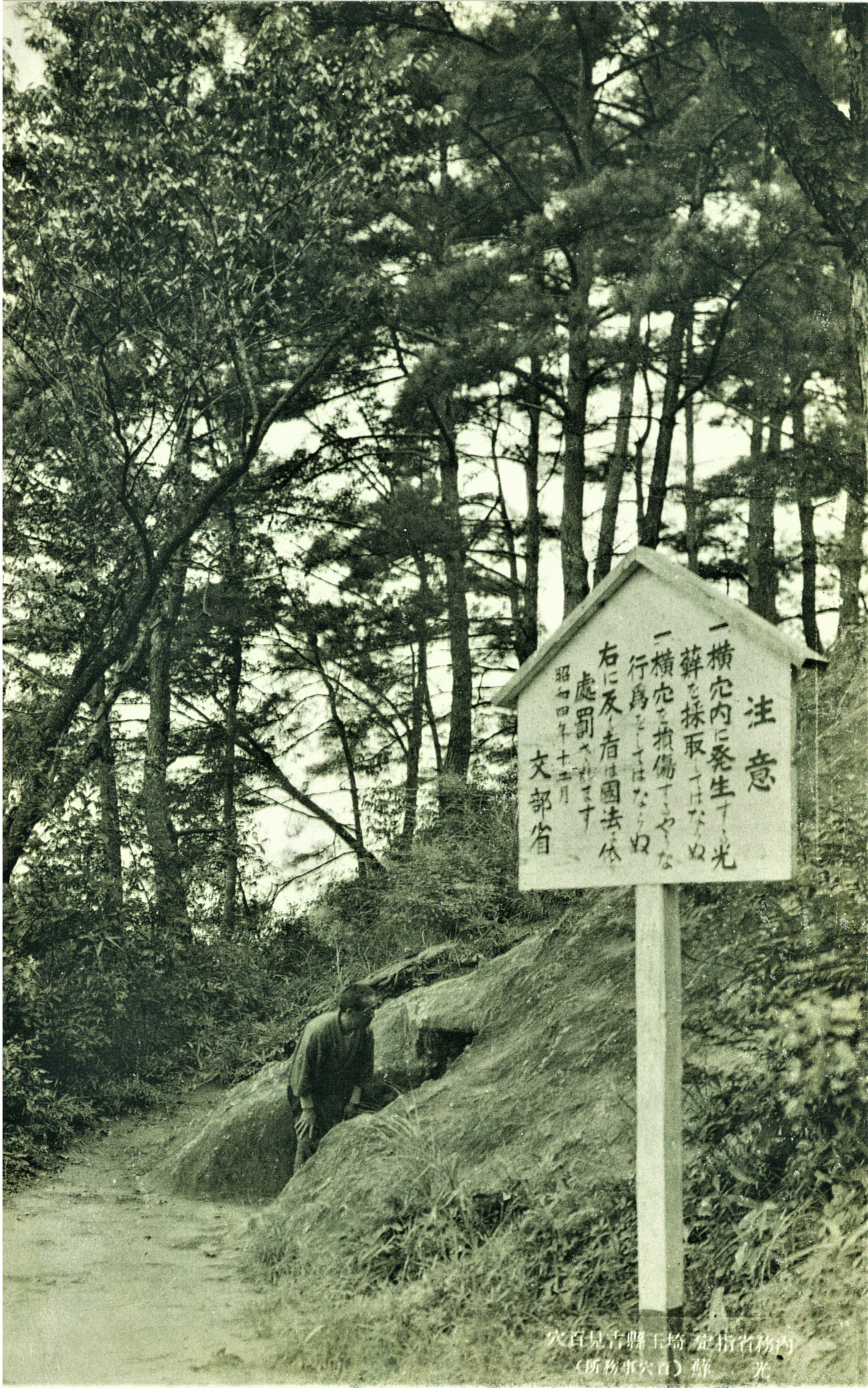
昭和10年頃の吉見百穴ヒカリゴケ発生地の絵葉書。今日では裸地となっている傾斜面にマツなどの植生が見られ、光蘚の採集を禁じた文部省設置の立札が確認できる。
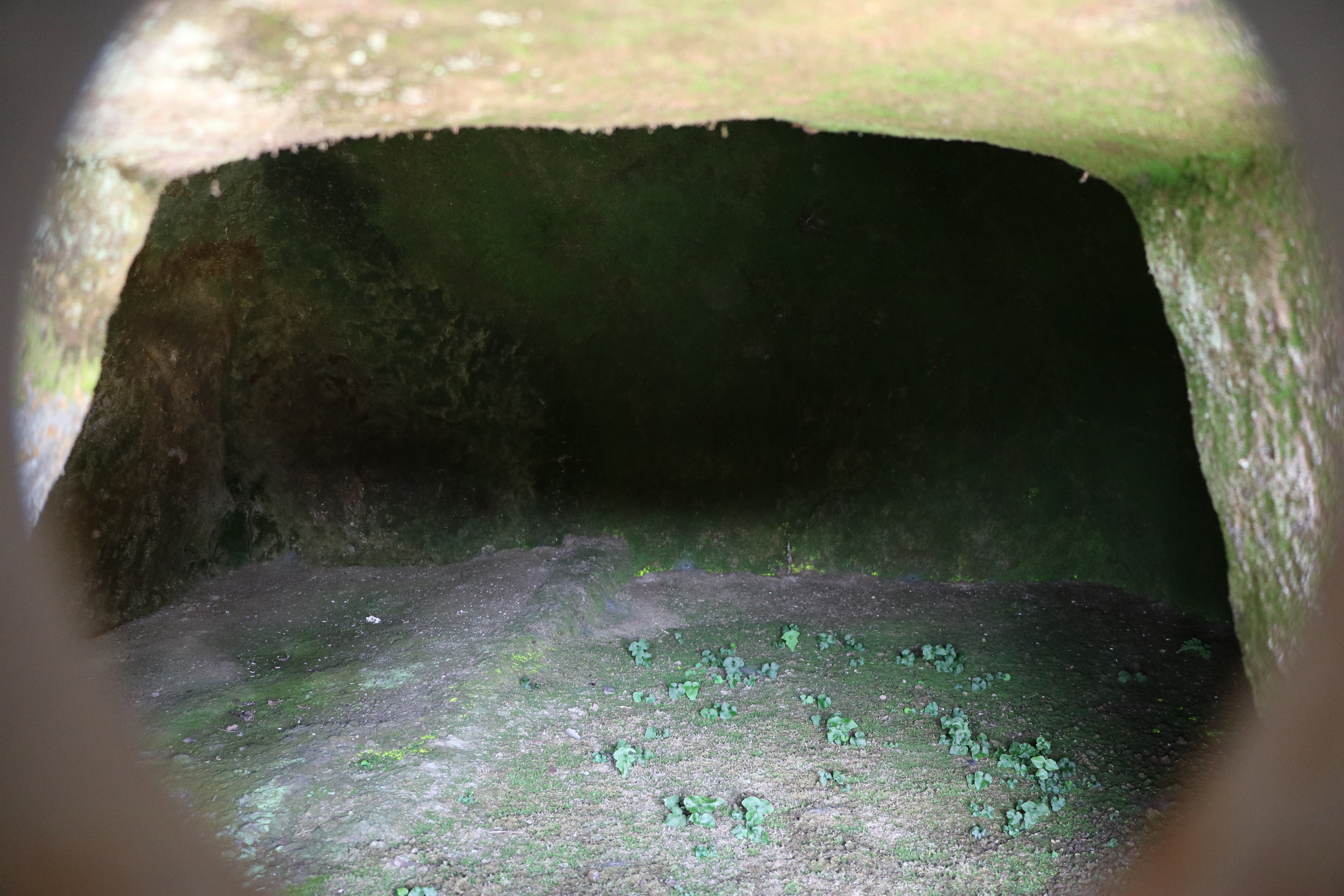
金網越し撮影した吉見百穴ヒカリゴケ発生地のヒカリゴケ。画像中央付近、洞奥の壁と地面との境付近、微かにヒカリゴケが確認できる。2022年6月13日撮影。

## 交通アクセス
所在地
- 埼玉県比企郡吉見町北吉見324[17]。

交通
- 東武東上線東松山駅下車、川越観光自動車バス鴻巣免許センター行き乗車約5分、百穴入口バス停下車徒歩約5分[17]。
- JR東日本高崎線鴻巣駅下車、川越観光自動車バス東松山駅行き乗車約25分、百穴入口バス停下車徒歩約5分[17]。
- 関越自動車道東松山インターチェンジから鴻巣方面へ約5キロメートル[17]。
- 首都圏中央連絡自動車道 川島インターチェンジから東松山方面へ約8キロメートル[17]。